# Кекишево
Кекишево — деревня в Дмитровском районе Московской области, в составе Сельского поселения Костинское. Население — 12 чел. (2010). До 2006 года Кекишево входило в состав Гришинского сельского округа.

## Расположение
Деревня расположена в юго-восточной части района, примерно в 14 км на юго-восток от Дмитрова, в верховье реки Яхромы, высота центра над уровнем моря 207 м. Ближайшие населённые пункты — Никулино в 200 м на запад, Ассаурово в 1 км на северо-запад и Беклемишево в 1,5 км на юго-запад.

## Население
| 2002 | 2006 | 2010 |
| ---- | ---- | ---- |
| 7    | ↘6   | ↗12  |